# Zvi Segal
Zvi Segal (en hébreu : צבי סגל) est un homme politique israélien.

## Biographie
Durant la Seconde Guerre mondiale il est membre de la Irgoun, il est arrêté par les Britanniques et déporté en Éthiopie.
En 1948, il fut parmi les signataires de la Déclaration d'indépendance de l'État d'Israël.